# Érábrány
Érábrány (románul Abram) település Romániában, Bihar megyében. Puszta személynévből alakult a neve.

## Fekvése
Margittától délkeletre, Margitta és Berettyókohány közt fekvő település.

## Története
A ninivei monostorkatalógus szerint 1235 előtt alapították. Alapítója, kegyura, védőszentje ismeretlen. Oklevelek nem említik.
1291-ben Villa Abraam néven említette oklevél (Jakubovich, 299. l)
1388-ban Monostorabran, 1397-ben Monustorus-abraham, 1425-ben Abraham, 1432-ben Széplak-Ábrány, 1451-ben Monostorabran, 1715-ben Felső Abraham, Felső-Ábrány, 1796-ban Ábrány, Felső-Ábrány, 1828-ban Felső-Abrand, 1839-ben, 1851-ben,  1863-ban, 1873-ban, 1880-ban és 1890-ben Felső-Ábrány, 1900-ban Felsőábrány (Alsóábránynak a későbbi Vedresábrányt hívták), 1910-ben, 1913-ban ,1920-ban Abramul de sus néven írták.
1386-ból ismerjük első birtokosának nevét; aki Monostoros-ábrányi Tivadar unokája György volt, kinek – mivel fiai nem voltak, a kusalyi Jakcs-fiúkat örökbe fogadta s utód nélküli halála esetére őket Monostorusabram falujának felerészében örökösökké tette.
1445-ben egy oklevélben mint a Csákyak birtoka szerepelt Molnosabran néven. Ebben az időben vámszedő hely is volt.
1451-ben vámhelyként említették, melyet 1451-ben Széltallóra (Margine) helyezett át a kormányzó.
1632-ben neve Felseö Abram volt, és I. Rákóczi György birtokának írták.
Az 1800-as évek elején a Zichyek voltak birtokosai.
1910-ben 635 lakosából 377 magyar, 253 román volt. Ebből 33 római katolikus, 302 református, 267 görögkeleti ortodox volt.
A trianoni békeszerződés előtt Bihar vármegye Margittai járásához tartozott.

## Nevezetességek
- Ábrahámi prépostság romjai (Szűz-Máriáról nevezett), régebben a premontrei rend birtokában volt.

OPraem monostor. A ninivei monostorkatalógus szerint 1235 e. alapították.
A kis monostor beszédes tanúja a Berettyó bal partján egy román stílusú romos tp. a ref. lelkészség kertjében. Téglából épült, külső hossza 15 m, sztélye a nyolcszög 5 oldalával zárul, D-i falában magasan, közvetlenül a párkány alatt 4, félkörös, külső-belső tölcséres, keskeny lőrésablak. É-i oldalán egyetlen kapu. Ny-i oromfala tagozatos kapuval elválik az oldalfalaktól. Lapos mennyezete 1972: beszakadt állapotban volt. 1900 k. még állt a DNy-i torony, a templomtól 3,9 m-re, külön. Minden jel arra mutat hogy ikertornyos, háromhajós monostortemplomot terveztek, de az építés közbejött esemény, talán a tatárjárás miatt félbemaradt. – Az OPraem Szűz Mária prépostság a váradi egyhm-ben  címet viselte: 1722: Wignet Ferenc pozsonyi, 1760: Dellinics György zágrábi knk., 1845: Burghard István, 1881: Szulik József óbecsei plnos, 1890: Magyar János veszprémi knk., 1901: Hován József pásztói, 1908: Miessl Zsigmond gácsfalvi plnos. H.F.
- Református temploma – a 16. század végén épült, különálló tornya azonban sokkal régebbi építésű.
- Görögkeleti ortodox temploma – 1894-ben épült.